# Frederik Meldal Nørgaard
Frederik Meldal Nørgaard (født 4. februar 1976 i Aarhus) er en dansk skuespiller og manuskriptforfatter.
Han har bl.a. medvirket i forestillingerne Sexual Perversity, American Buffalo, True West, Der Totmacher, Jesus Hopped The A-train, Penetrator, Bucuresti, Glengarry Glen Ross og Let opklaring .
I 2000 var han instruktør af og skuespiller i kortfilmen Kuppet, der vandt kortfilmskonkurrencen Close-Up. Den vandt siden priser ved flere internationale festivaler og blev nomineret til prisen som bedste kortfilm ved European Film Awards.
I 2001 var han medstifter af den aarhusianske teatergruppe Von Baden, hvor han siden har været kunstnerisk leder i samarbejde med instruktøren Morten Lundgaard og skuespilleren Henrik Vestergaard.
I 2005 skrev han manuskript til og producerede spillefilmen Det perfekte kup, hvor han selv spillede en hovedrolle. Andre hovedroller blev besat af teatergruppen Von Badens faste ensemble.
I 2008 debuterede han som dramatiker med skuespillet Bucuresti, der havde urpremiere på teatret Svalegangen i Aarhus.

## Filmografi

### Film
| År   | Titel                             | Rolle         | Noter |
| ---- | --------------------------------- | ------------- | ----- |
| 2000 | På fremmed mark                   |               |       |
| 2008 | Det perfekte kup                  |               |       |
| 2012 | Hvidsten gruppen                  | Andreas Stenz |       |
| 2012 | Den som dræber - Fortidens skygge |               |       |
| 2013 | Jag etter vind                    |               |       |
| 2013 | Tarok                             |               |       |
| 2015 | Villads fra Valby                 |               |       |

### Tv-serier
| År   | Titel          | Rolle                 | Noter |
| ---- | -------------- | --------------------- | ----- |
| 2010 | Borgen         | H.C.Thorsen, sekretær |       |
| 2011 | Den som dræber | Stig Molbeck          |       |